# Ratboř
Ratboř – gmina w Czechach, w powiecie Kolín, w kraju środkowoczeskim. Według danych z dnia 1 stycznia 2013 liczyła 539 mieszkańców.
Podział gminy:
- Ratboř
- Sedlov
- Těšínky

W miejscowości jest stacja kolejowa Ratboř.